# Piotr Fita
Piotr Fita – polski fizyk, doktor habilitowany, profesor nadzwyczajny Wydziału Fizyki Uniwersytetu Warszawskiego.

## Życiorys
Obronił doktorat w 2008 roku, stopień doktora habilitowanego uzyskał w 2016 roku. Obecnie pracuje jako profesor nadzwyczajny Uniwersytetu Warszawskiego. Kieruje zespołem Laboratorium Procesów Ultraszybkich (LPU) w Zakładzie Optyki Wydziału Fizyki Uniwersytetu Warszawskiego. W latach 2003–2007 pełnił funkcję prezesa Klubu Astronomicznego Almukantarat, w ramach której organizował obozy astronomiczne dla młodzieży. Zajmuje się w szczególności badaniem procesów ultraszybkich w cząsteczkach organicznych, zjawisk na granicach niemieszających się cieczy i właściwości fotofizycznych materiałów fotoaktywnych.